# Елвира Воћа
Елвира Воћа (Загреб, 11. децембар 1942 — Загреб, 6. јул 2023) била је југословенска и хрватска певачица забавне музике.

## Каријера
Опчињена певањем, тада седамнаестогодишња девојка, на наговор својих пријатељица средње хемијско-техничке школе (ишла је у исти разред са Драгом Млинарецом), пријављује се за популарно такмичење младих певача у загребачком храму забаве Варијетеу на такмичењу Први пљесак и побеђује у конкуренцији девојака.
Исто лето, на Шалати, побеђује и на ревији Вечерњег листа (она међу девојкама, а Вице Вуков међу момцима), а сусрет са младим пијанистом и лидером пратећег оркестра Стјепаном Михаљинецом, постаће судбински. Следе наступи по бившој држави и мање турнеје. 
На такмичењу младих певача у Италији (Cantagiro) у конкуренцији од 2.500 певача осваја прво место. Снима и први сингл Se mi vuoi коју јој је написао славни Gianni Ferrio.
1964. године, отварају јој се врата првог великог домаћег фестивала, оног у Опатији, и доноси јој прву фестивалску песму Љубав треба чекати коју је извела у алтернацији са Стјепаном Џимијем Станићем. 
С обзиром да је по природи била ненаметљива, а ниje подилазила укусима, задовољна је постигнутом каријером. Наступала је на свим важнијим фестивалима бивше државе. Била је у браку са истакнутим композитором Стјепаном Михаљинецом (1. децембар 1935 — 13. фебруар 2014).

## Фестивали
Опатија:
- Смијешни лав (алтернација Марко Новосел) / Љубав треба чекати (алтернација са Стјепаном Џимијем Станићем), '64
- Купи ми мало цвијећа (алтернација Нина Спирова), '65
- Пролећни дани (алтернација Ђорђе Марјановић), '65
- Кад зрије грожђе (алтернација Крста Петровић), '65

Сплит:
- Ах, ча је липо / Мирис мора, '66
- Ајме, Мандина / Плави путеви (дует са Тонијем Кљаковићем), '67
- Једра бијела, '75
- За овај липи, млади свит (дует са Тонијем Кљаковићем, Вече Пјесме медитеранских игара), '78
- Велико срце Далмацијо имаш (Вече Устанак и море), '83

Загреб:
- Задњи фијакер, '63
- Посљедња ноћ, '66
- Ако сада одеш, '67
- Ако ме требаш (алтернација са Вице Вуковим), '68
- Љубавне бесмислице (дует са Ивом Робићем), '68
- Бит ћемо добри једнога дана, '69
- Опет ћемо бити заједно, '71
- Знала сам да ме волиш, '72
- Нема краја љубави, '73
- Прва ноћ љубави, '74
- Ако одлучиш поћи, '75
- Мали, зелени човјек (Вече слободне форме), '79
- Необична шетња, '82
- Братство Титових поколења (Вече револуционарне и родољубиве песме), '82
- То је мој град (Вече Универзијади у част), '85
- Поведи ме и чувај ме, '86
- Најдражи мој граде (Нови трендови шансоне), '86
- Као некад, '88
- Покушај са смијешком, '89

Крапина:
- Загорска клет (алтернација са Ивом Робићем), победничка песма, '66
- Гда њеси ту (дует са Аницом Зубовић), '66
- Иду ловци, '67
- Прек Сутле мост, '68
- Загорје зове, '69
- Ву здравље, '70
- При веселој Загорки, '71
- Загорске стезе, '72
- Загорец, '74
- Ватру гаси, брата спаси, '75
- Загорски звони, '76
- Как је лепо в сену спати, '77
- Хрватског Загорја зов, '78
- Спи поспанка, спи, '79
- Там од Сутле иду свати, '80
- Месарија, '81
- Закај те ишчем, '82
- На час си позабимо бриге, '83
- Гда се ти насмејеш, '84
- Моје најдраше сунце, '85
- Загорје моје зелено, '86
- Земи все, '87
- Засвирајте полку музикаши, '88
- Јапа наш, '89
- Чех, Лех и Мех, '90
- Наши звони на век звоне, '91
- Бела цирквица, '92
- Најљепши в јесен су крапински цајти, '93
- Венчек за Загреб, '94
- Всаки брег је близу хиже, '95
- Над Крапинчицом звезде, '96
- При нас нема ниш на пол, '97
- Само љубав, 2002.

Славонија, Пожега:
- Бећарине, '71
- Ој, чекања дуги сати, '72
- Седам дана јоргована, '74
- Стигло лито виловити, '75
- Пуцај срце, ватро жива, '76
- Како дошло, тако прошло, '78
- Љубави наше, пуне су чаше (дует са Миром Унгаром), '78
- Узми одма што се нуди, '79
- Славонија, лијепа лица, '81

Александрија, Египат:
- Љубав, '72

Звуци Паноније, Осијек:
- Моји снови, '83
- Бијели јасмини, '85
- Дравска скела, 2000.

Карневал фест, Цавтат:
- Сад си ту, '86
- На карневал, '87
- Понављај ми лијепе лажи, '88

Хрватски глазбени фест, Торонто:
- Иванчица Кроатика, '90

Пјесме Подравине и Подравља, Питомача:
- Беж из шуме преди кмице, '95
- Петлић мали, јунак мали, '96